# Hobbit (đơn vị)
Hobbit (hay hobbett, hobbet hoặc hobed, từ tiếng Wales: hobaid) là một đơn vị khối lượng hoặc thể tích trước đây được sử dụng ở Wales để buôn bán ngũ cốc và các mặt hàng chủ lực khác. Đó là tương đương với bốn peck hoặc hai và một nửa busshel, nhưng được cũng thường được sử dụng như một đơn vị khối lượng, đa dạng tùy thuộc vào vật liệu được đo. Hobbit vẫn được sử dụng theo thông lệ tại các thị trường ở miền bắc xứ Wales sau khi Quốc hội tiêu chuẩn hóa bushel Winchester là đơn vị đo lường ngũ cốc, sau đó các tòa án đưa ra phán quyết không thống nhất về tình trạng pháp lý của nó.

## Sử dụng
Hobbit được định nghĩa là một phép đo thể tích, bằng hai rưỡi bushel quốc gia, nhưng trong thực tế nó thường được sử dụng như một đơn vị khối lượng đối với hàng hóa cụ thể. Theo George Richard Everitt, Thanh tra của Corn Returns for Denbigh ở miền bắc xứ Wales, khi được Hạ viện kiểm tra vào năm 1888, ngũ cốc đã được bán theo bởi hobbit, được đo bằng khối lượng. Một hobbit của yến mạch nặng 105 pound, một hobbit của lúa mạch 147 pound và một hobbit lúa mì 168 pound. Các số liệu trong hobbit sau đó đã được chuyển đổi thành các bushel tiêu chuẩn để báo cáo chính thức. Ngoài các loại ngũ cốc, còn có một hobbit đậu ở mức 180 pound, và ở Flintshire, một hobbit bằng 200 pound khoai tây cũ, hoặc 210 pound khoai tây mới. Khoảng năm 1600, đất nông nghiệp xứ Wales đôi khi bị chê bai bởi năng lực sản xuất hoặc thước đo hạt giống thay vì diện tích vật lý của nó, do đó, trong ít nhất một vàitrường hợp, một mảnh đất đã được đăng ký là "một hobbett đất", có nghĩa là đủ lớn để phát triển một hobbit hạt mỗi năm.